# 鶯巢站
鶯巢站（日语：／ Ugusu eki */?）是位於長野縣下伊那郡天龍村平岡1592號，東海旅客鐵道（JR東海）的飯田線車站。

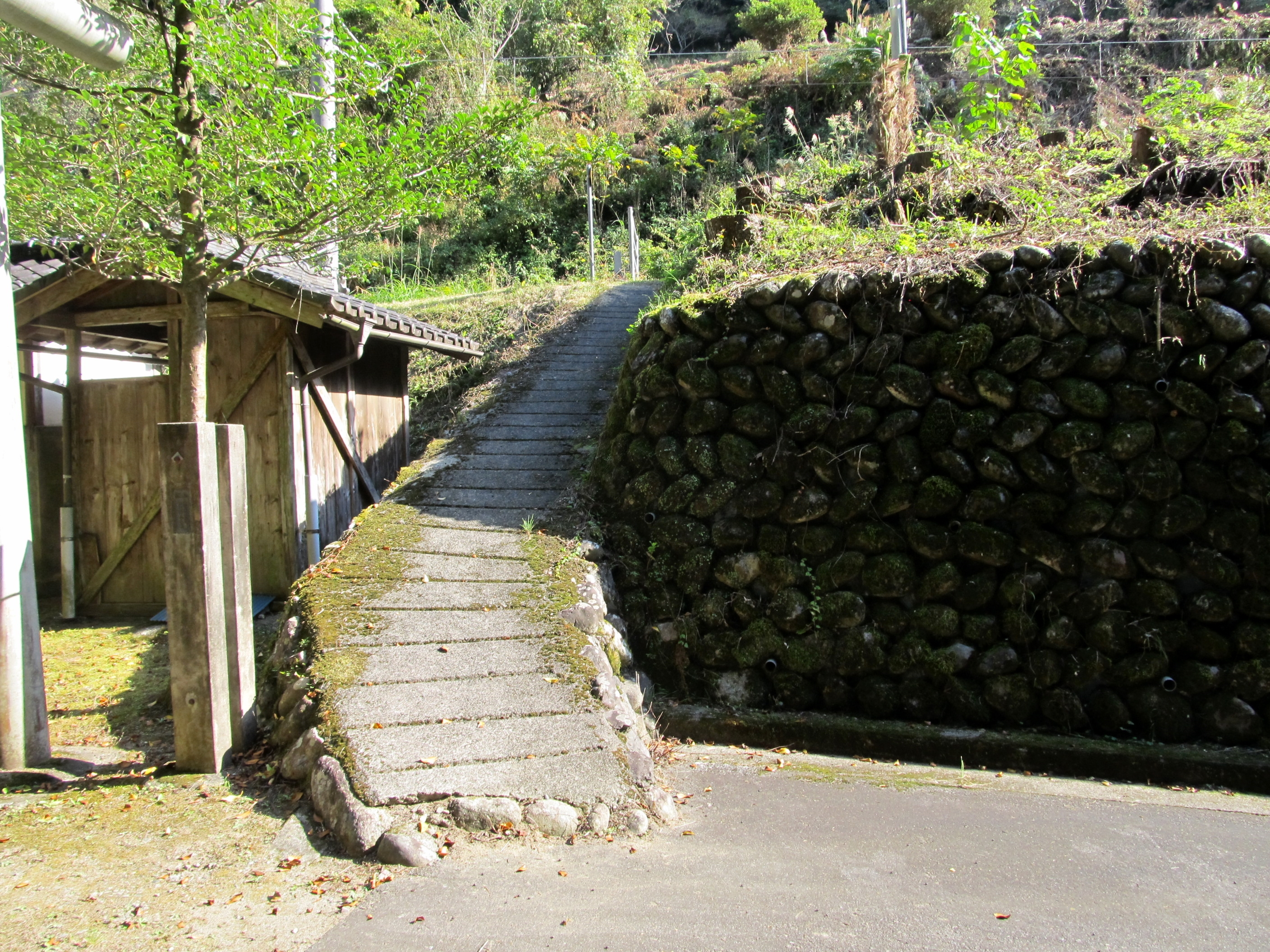
北口(2022年10月)

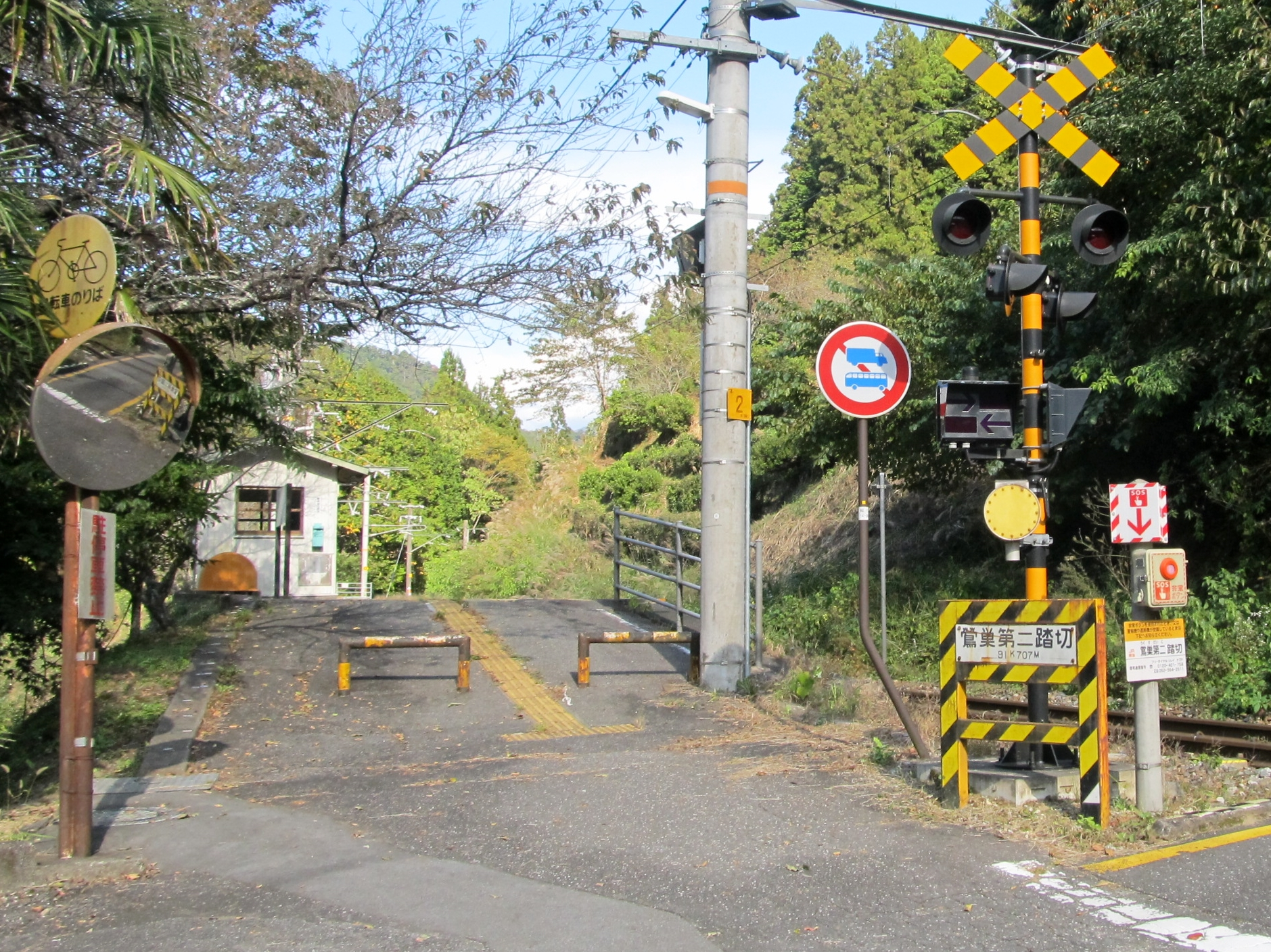
南口(2022年10月)

## 歷史
- 1936年（昭和11年）12月30日 - 三信鐵道（日语：三信鉄道）滿島站（現時：平岡站）至小和田站之間開通，此站啟用（鶯巢停留場）[1]。
- 1943年（昭和18年）8月1日 - 三信鐵道被國有化，成為飯田線的一部分[2]。同時此站升級為鶯巢站。
  - 當時，此站只可來往東海道本線濱松至名古屋之間各站，飯田線各站和中央本線上諏訪至鹽尻之間各站和松本站的乘客使用。
- 1952年（昭和27年）12月2日 - 廢除旅客車站的限制。
- 1987年（昭和62年）4月1日 - 伴隨國鐵分割民營化，車站由東海旅客鐵道（JR東海）營運[2]。

## 車站構造
車站是一座地面車站，設有1面1線單式月台。

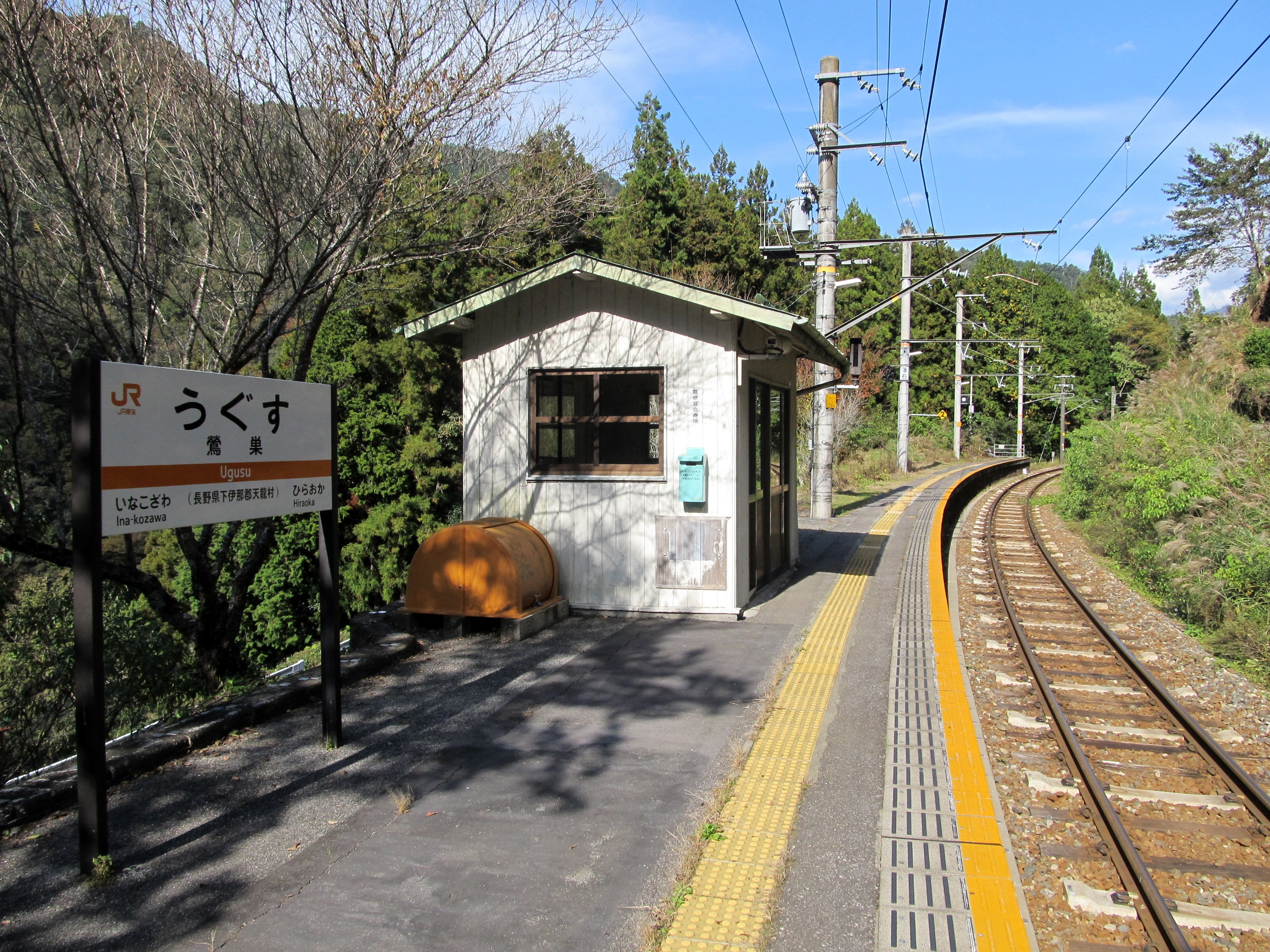
候車室(2022年10月)

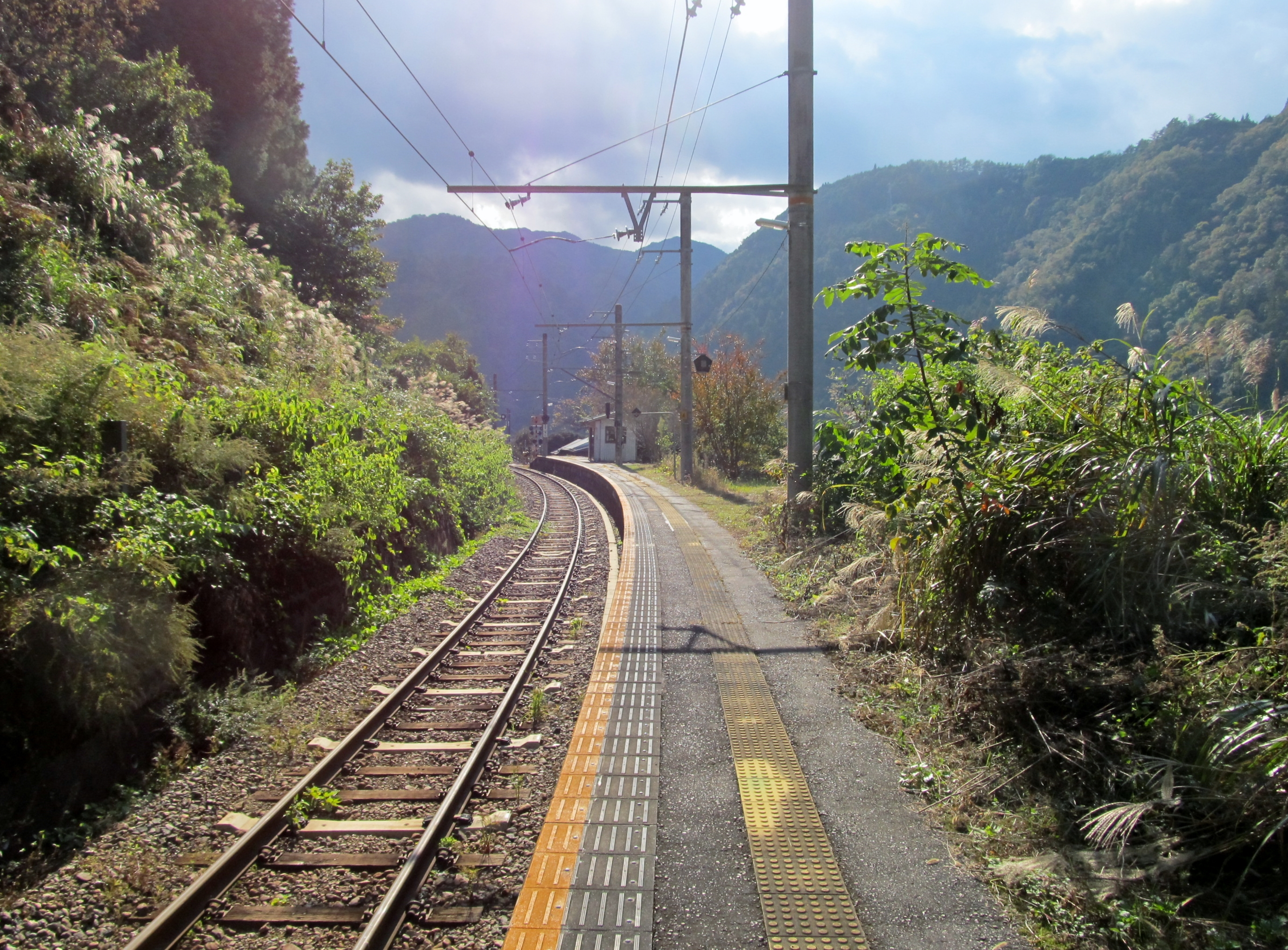
月台(2022年10月)

此站由飯田站管理的無人車站。此站沒有車站大樓，車站出入口直接連接月台。

## 使用狀況
根據「長野縣統計書」，以下為1日平均乘車人次列表：
| 年度 | 1日平均 乘車人次 |
| ---- | ---------------- |
| 2007 | 3                |
| 2009 | 3                |
| 2010 | 2                |
| 2011 | 3                |
| 2012 | 6                |
| 2013 | 5                |
| 2014 | 4                |
| 2015 | 2                |
| 2016 | 3                |
| 2017 | 4                |

## 車站周邊
- 天龍川
- 國道418號
- 鶯巢梅園[1]

## 相鄰車站
東海旅客鐵道（JR東海）
 飯田線
■快速
通過
■普通
伊那小澤－鶯巢－平岡

## 注腳
1. 1 2 3 4 5 6 7 8 9 10 11 12 13  信濃毎日新聞社出版部. . 信濃毎日新聞社. 2011-07-24: 233. ISBN 9784784071647.
2. 1 2  曾根悟（日语：曽根悟）（監修）. 朝日新聞出版分冊百科編集部（編集） , 编. . 週刊 歴史でめぐる鉄道全路線 国鉄・JR (朝日新聞出版). 2009-07-26, (3): 15–17 （日语）.
3. ↑   (PDF). 長野縣企画振興部情報政策課統計室.   [2019-03-15]. （原始内容 (PDF)存档于2019-03-25） （日语）.
4. ↑   (PDF). 長野縣企画振興部情報政策課統計室.   [2020-03-14]. （原始内容 (PDF)存档于2021-01-15） （日语）.